# Hopeïta
La hopeïta és un mineral de la classe dels fosfats. Va ser descoberta l'any 1822 prop de Verviers (Bèlgica) i rep el seu nom de Thomas Charles Hope (1766-1844), professor de química de la Universitat d'Edimburg. Forma part i dona nom al grup de la hopeïta. També és coneguda amb el nom de hibbenita.

## Característiques
És un fosfat hidratat de zinc, de fórmula Zn₃(PO₄)₂(H₂O)₄, que cristal·litza en el sistema monoclínic. És també dimorf de la parahopeïta, la qual cristal·litza en el sistema triclínic. Es coneixen dues varietats: α-hopeíta i β-hopeíta; són distingibles per petites propietats òptiques i pel diferent comportament tèrmic. Aquestes dues varietats difereixen en l'orientació en l'estructura cristal·lina d'una molècula d'aigua. És el fosfat anàleg de l'arsenohopeïta, arsenat de zinc amb el qual forma una solució sòlida, en la qual la substitució gradual del fosfat per arsenat va donant els diferents minerals de la sèrie. Pot ser extreta en les mines com a mena de zinc, encara que rarament.
Segons la classificació de Nickel-Strunz, la hopeïta pertany a «08.C - Fosfats sense anions addicionals, amb H₂O, amb cations de mida petita i mitjana» juntament amb els següents minerals: fransoletita, parafransoletita, ehrleïta, faheyita, gainesita, mccril·lisita, selwynita, pahasapaïta, arsenohopeïta, warikahnita, fosfofil·lita, parascholzita, scholzita, keyita, pushcharovskita, prosperita, gengenbachita i parahopeïta.

## Formació i jaciments
És un mineral rar, que es pot formar en una darrera etapa en alguns jaciments de zinc hidrotermals, així com en complexos pegmatítics de granit. S'ha trobat també formant incrustacions en calcàries en una cova. Sol trobar-se associada a altres minerals com: tarbuttita, hemimorfita, spencerita, smithsonita, vanadinita, trifilita, ferrisicklerita, leucofosfita, laueïta, robertsita, hidroxilapatita o esfalerita. Als territoris de parla catalana ha estat descrita a la mina La Cresta (Bellmunt del Priorat, Priorat).

## Grup de la hopeïta
El grup de la hopeïta està integrat per les següents espècies:
| Espècie       | Fórmula             | Sistema cristal·lí |
| ------------- | ------------------- | ------------------ |
| Arsenohopeïta | Zn₃(AsO₄)₂·4H₂O     | ortoròmbic         |
| Davidlloydita | Zn₃(AsO₄)₂·4H₂O     | triclínic          |
| Hopeïta       | Zn₃(PO₄)₂(H₂O)₄     | ortoròmbic         |
| Nizamoffita   | Mn2+Zn₂(PO₄)₂(H₂O)₄ | ortoròmbic         |
| Parahopeïta   | Zn₃(PO₄)₂·4H₂O      | triclínic          |